# Phil Murphy (homme politique)
Pour les articles homonymes, voir Phil Murphy.
Philip Dunton Murphy, dit Phil Murphy, né le 16 août 1957 à Needham (Massachusetts), est un financier et homme politique américain. Membre du Parti démocrate, il est gouverneur du New Jersey depuis le 16 janvier 2018. Il est auparavant ambassadeur des États-Unis en Allemagne du 3 septembre 2009 au 26 août 2013 sous la présidence de Barack Obama.

## Biographie

### Jeunesse et études
Issu d'une famille modeste d'origine irlando-américaine, Phil Murphy naît et grandit au Massachusetts. Il finit ses études supérieures à Newton en 1975. Il est ensuite diplômé d'un Bachelor of Arts en économie à l'université Harvard en 1979, où il est élu président de la société Hasty Pudding Theatricals, puis d'un Master of Business Administration de la Wharton School de l'université de Pennsylvanie en 1983.

### Carrière privée
Phil Murphy s'installe à Middletown Township, au New Jersey, dans les années 1990. Il fait carrière dans la finance, passant 23 ans chez Goldman Sachs, jusqu'en 2006, ce qui le rend rapidement millionaire. Il donne environ un quart de ses revenus à des organisations charitables, selon ses déclarations d'impôt qu'il rend publiques en 2016, avant de concourir l'année suivante au poste de gouverneur du New Jersey. Avec sa femme, il fonde l'organisation 2nd Floor, qui vient en aide aux jeunes en situation précaire du New Jersey.
Entre 2004 et 2005, Phil Murphy co-préside une commission sur l'éducation du Center for American Progress. En mai 2005, le gouverneur Richard Codey le nomme président de la New Jersey Benefits Task Force, qui doit écrire un rapport sur les problématiques liées aux retraites des employés de l'État avant de la fin de l'année. De 2006 à 2009, il travaille pour le Comité national démocrate (DNC), où il est chargé des finances. Il est aussi amateur de football, possédant des parts dans le club féminin du Sky Blue FC et siégeant au conseil des U.S. Soccer Foundation et U.S. Soccer Federation World Cup Bid Committee for 2018 and 2022.

### Ambassadeur en Allemagne

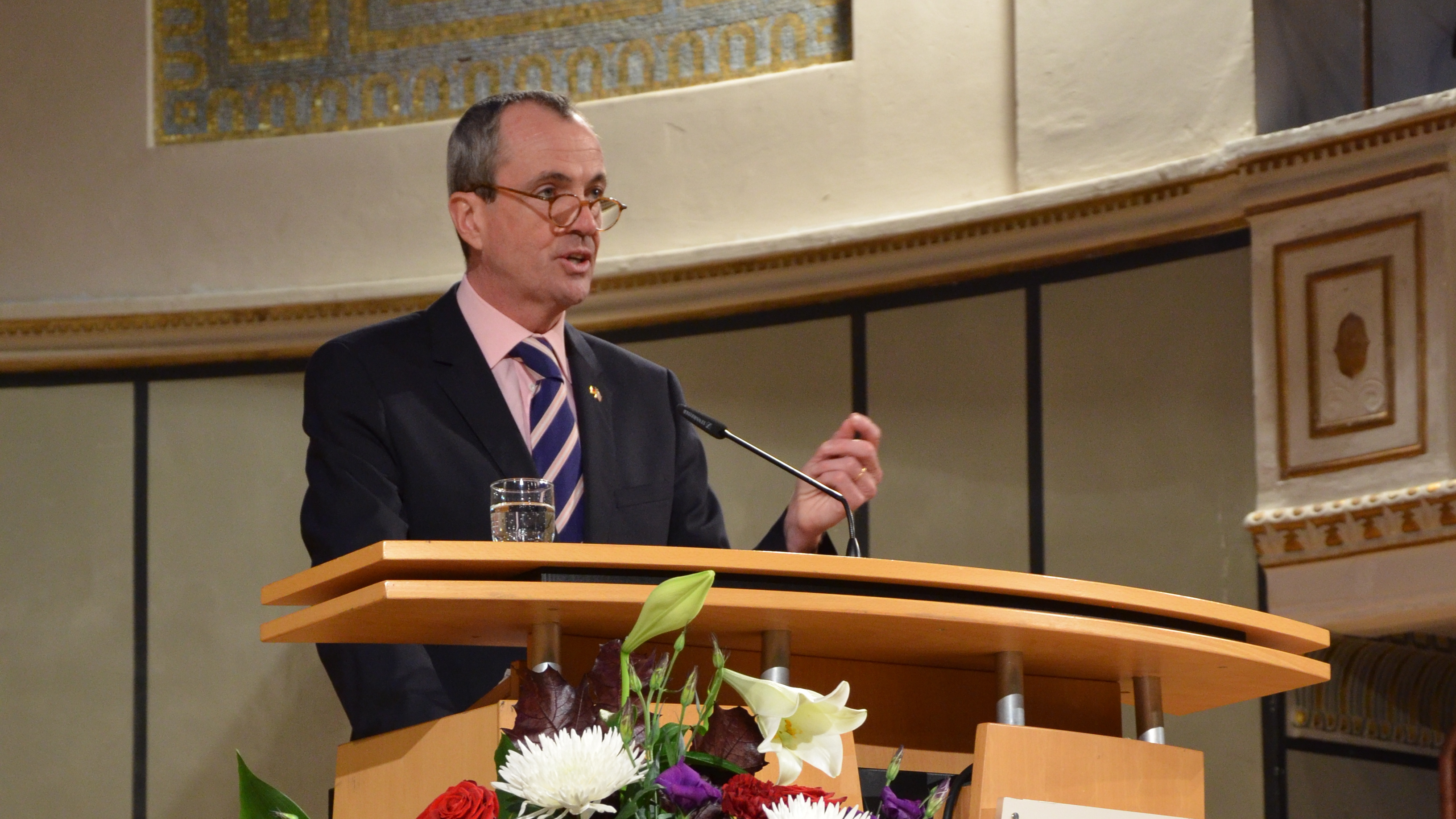
Phil Murphy en visite à l'université Louis-et-Maximilien de Munich en 2012.

Le 7 août 2009, la nomination de Phil Murphy à la fonction d'ambassadeur des États-Unis en Allemagne, proposée par le président Barack Obama, est confirmée par le Sénat. Il présente ses lettres de créance le 3 septembre suivant au président allemand Horst Köhler,.
En tant qu'ambassadeur, il doit notamment faire face aux révélations de télégrammes de la diplomatie américaine par WikiLeaks à partir de 2010, pour lesquelles il fait le choix de publiquement s'excuser des fuites de documents,.

### Gouverneur du New Jersey
Après son retour d'Allemagne, Phil Murphy lance, au côté de sa femme, le groupe de réflexion New Start New Jersey, d'orientation progressiste, dont le but est « la croissance de la classe moyenne du New Jersey et [...] l'amélioration de l'économie et de la qualité de vie de l'État ».

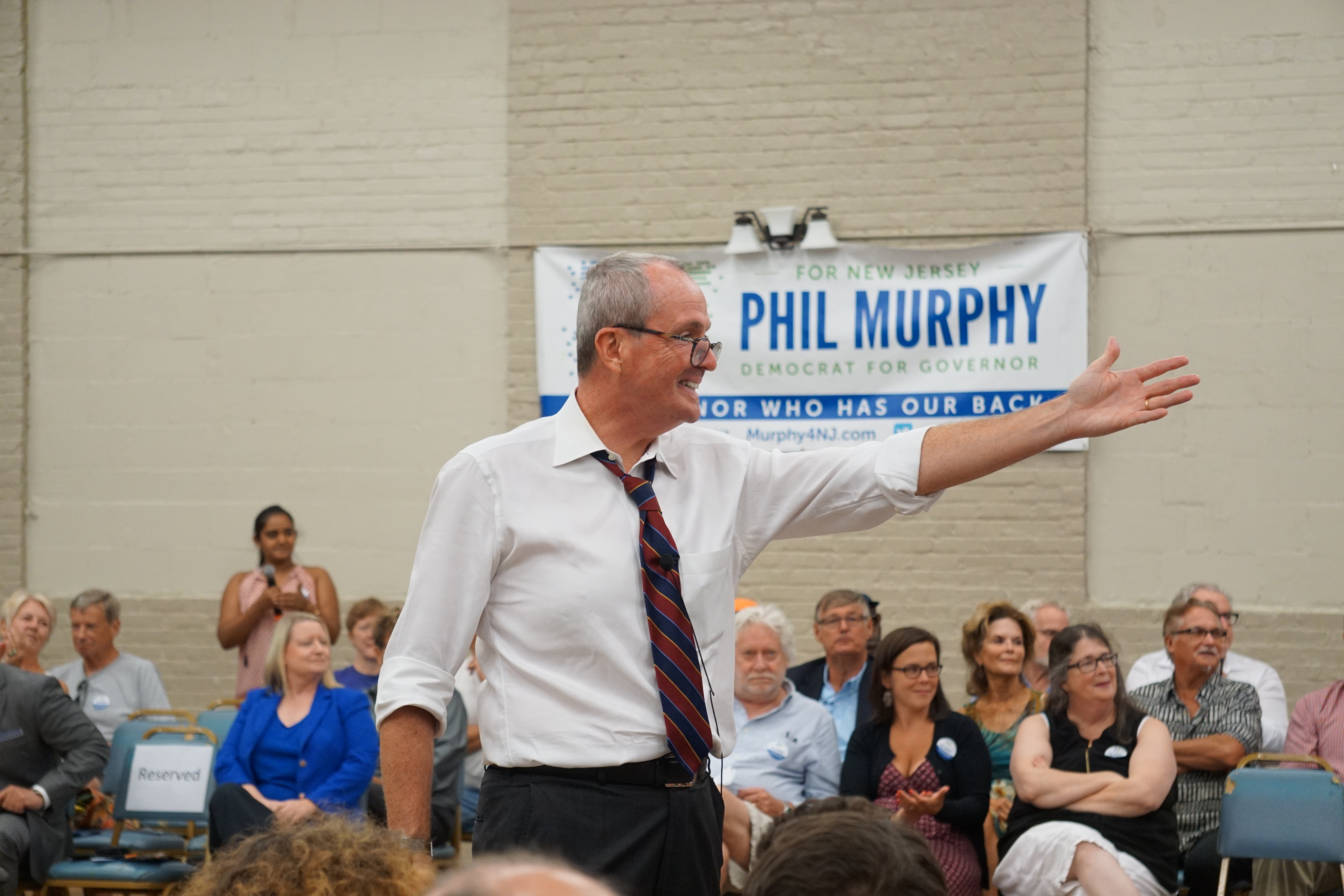
Phil Murphy en campagne pour la nomination démocrate pour le gouvernorat du New Jersey, en 2016.

En mai 2016, il est le premier candidat à annoncer sa candidature à la primaire du Parti démocrate en vue de l'élection gouvernorale de 2017 au New Jersey. Il remporte aisément la nomination le 6 juin 2017 avec 48,4 % des voix sur un total de six candidats.
Il propose notamment la création d'une banque d'investissement d'État, la légalisation du cannabis à usage récréatif et un salaire minimum à 15 dollars de l'heure. Il est élu gouverneur le 7 novembre 2017 face à la lieutenant-gouverneure sortante Kim Guadagno (en), candidate du Parti républicain, avec 56 % des voix. Il mène une campagne avec un net avantage financier sur sa principale adversaire et ramène ainsi l'État au Parti démocrate, qui l'avait perdu en 2009 avec l'élection de Chris Christie. Le 16 janvier 2018, il prête serment à Trenton et succède à Chris Christie, qui n'est pas éligible à un troisième mandat.

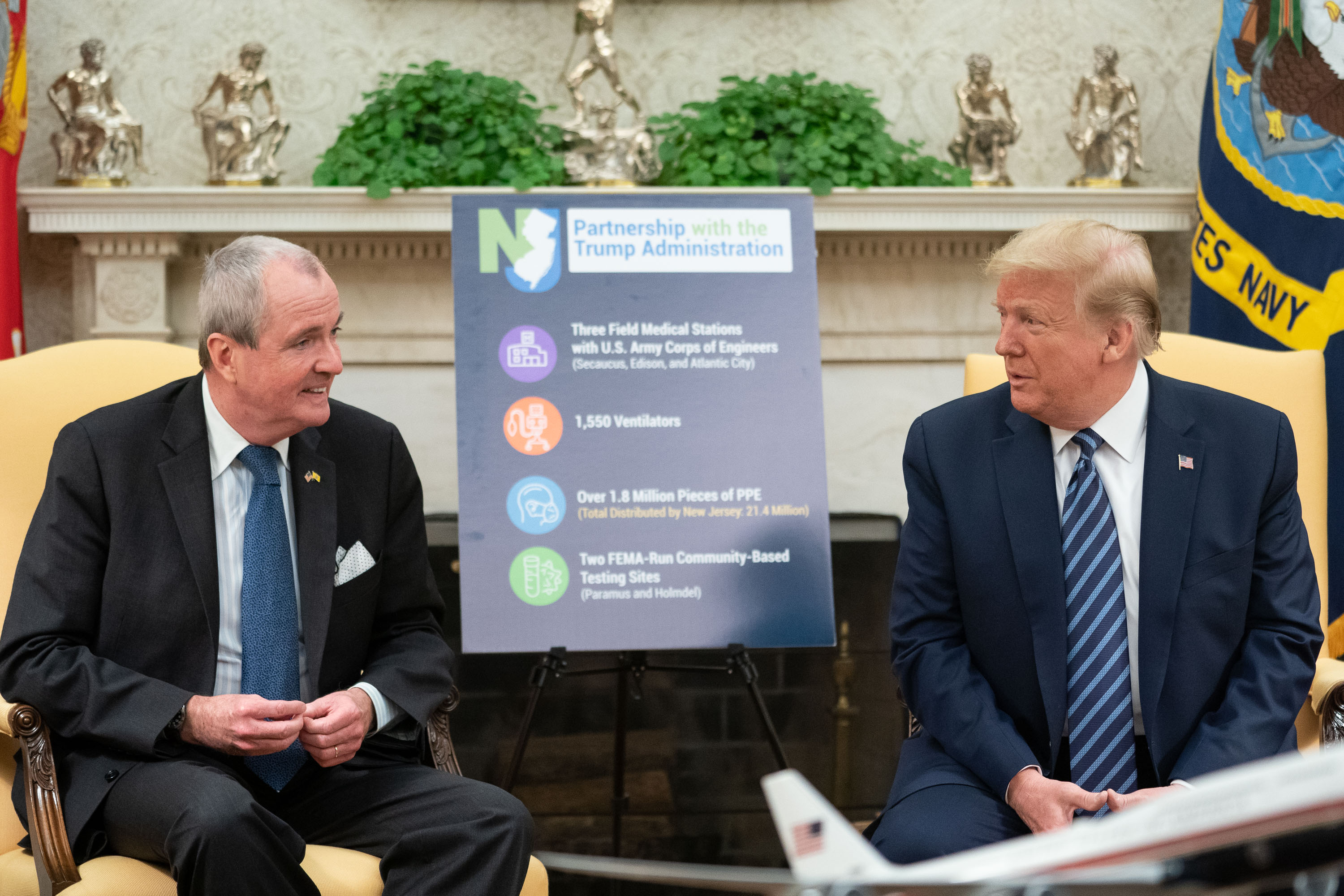
Phil Murphy avec le président Donald Trump dans le Bureau ovale, en 2020.

Candidat à un second mandat en 2021, Phil Murphy est réélu de justesse le 2 novembre avec 51,2 % des voix face à Jack Ciattarelli, candidat du Parti républicain et ancien élu à l'Assemblée générale du New Jersey. Les sondages prédisent une avance confortable au sortant sur son adversaire et l'écart, plus faible qu'attendu, surprend les commentateurs, tandis que les républicains renforcent leur influence dans les deux chambres de la législature du New Jersey. Phil Murphy devient alors le premier démocrate réélu en 44 ans.